# Filtro Sinc
En el procesamiento de señales digitales, el filtro sinc es un filtro idealizado que elimina todas las frecuencias por encima de un ancho de banda dado y deja sólo las frecuencias más bajas(si consideramos que estamos en banda base, es decir el pulso sinc está centrado en la frecuencia 0 Hz. 
Si en lugar de estar en frecuencia 0 Hz, el pulso estuviera centrado en otras frecuencias > 0 Hz, su banda de paso vendría determinada por su anchura, es decir (considerando un pulso sinc ideal sin colas), el ancho de banda estaría determinado entre sus nulos (donde la función se vuelve cero).
En el dominio de frecuencias se comporta como una función rectangular y en el dominio de tiempos como una función sinc
En términos matemáticos, la respuesta en frecuencias es la función rectangular:
{\displaystyle H(\omega )=\mathrm {rect} \left({\frac {\omega }{2B}}\right)}
dónde {\displaystyle B\,} es una frecuencia arbitraria de corte (ancho de banda) (en Hz). La función respuesta en t de este filtro viene dada por la inversa de la transformada de Fourier de {\displaystyle H(\omega )}:
| {\displaystyle h(t)={\mathcal {F}}^{-1}\{H\}(t)} | {\displaystyle =2B\cdot {\frac {\sin(2\pi Bt)}{2\pi Bt}}}                                  |
|                                                  | {\displaystyle =2B\cdot \mathrm {sinc} (2B\cdot t)\,}, usando la función sinc normalizada. |
- Datos: Q1509050